# Kristliga Historiska Unionen

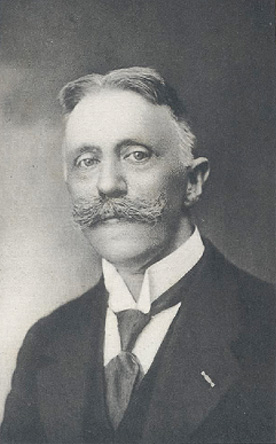
Dirk Jan de Geer var nederländsk premiärminister 1926–1929 och 1939–1940.

Kristliga Historiska Unionen (Christelijk-Historische Unie, CHU) var ett nederländskt politiskt parti med väljarbas bland kalvinister.
1967 började samtal på temat "kristlig politik" att föras mellan Anti-revolutionära Partiet, Kristliga Historiska Unionen och Katolska Folkpartiet. Dessa samtal mynnade 1973 ut i bildandet av valkartellen Kristdemokratisk appell. 1980 upplöstes de tre partierna i kartellen och gick samman i ett parti.